# St. Margaretha (Schechen)

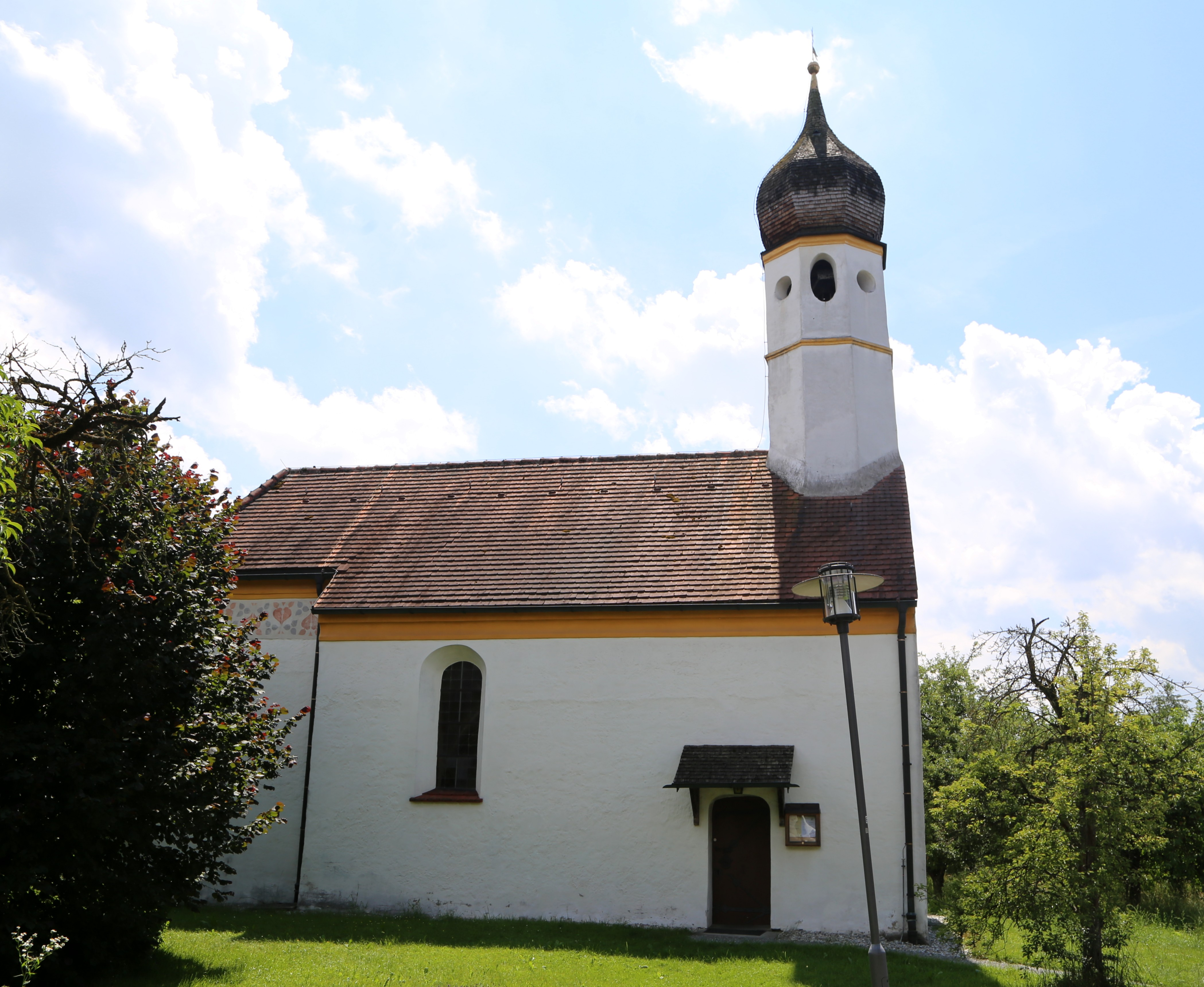
St. Margaretha in Schechen

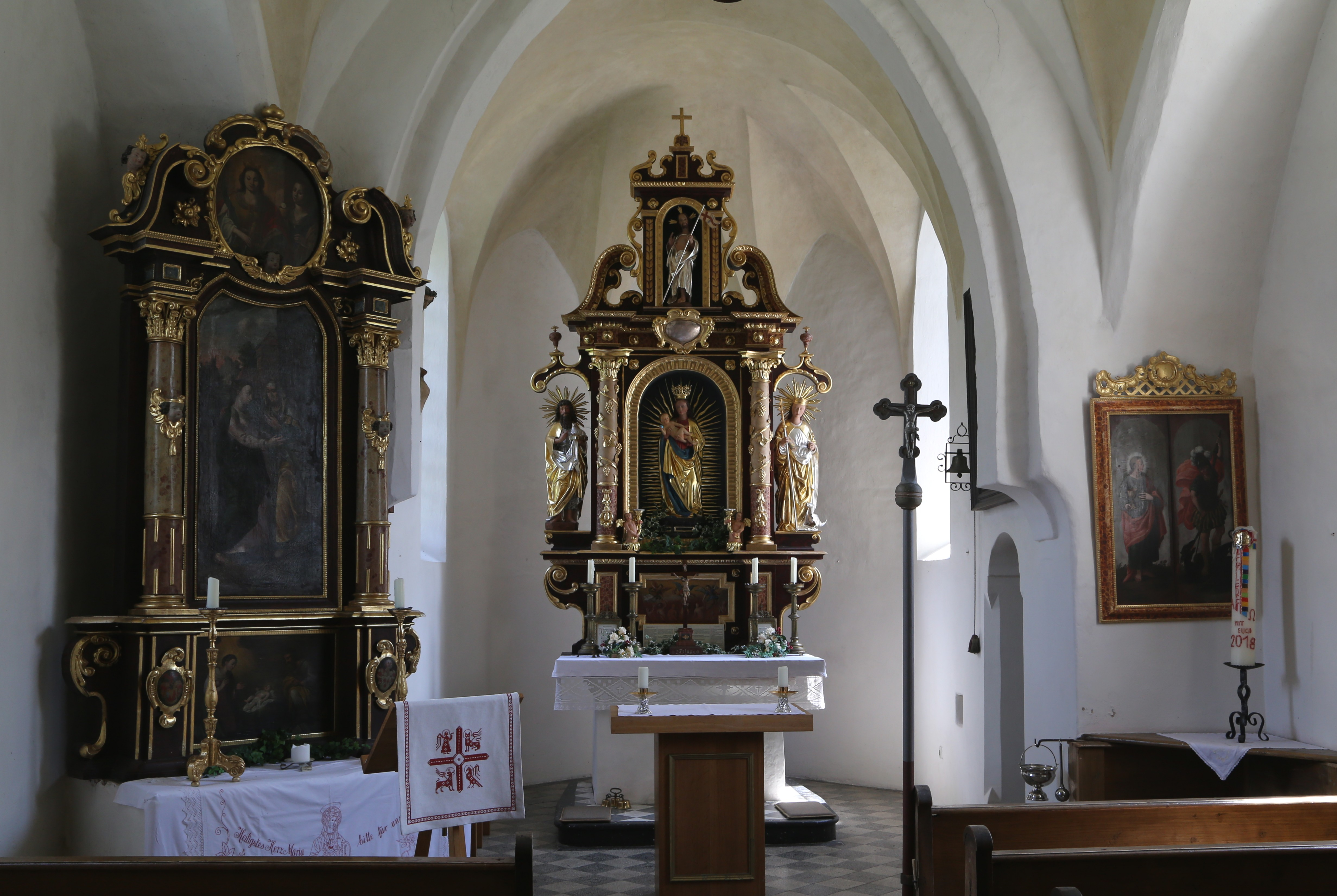
Innenraum

Die römisch-katholische Filialkirche St. Margaretha steht in der Gemeinde Schechen im oberbayerischen Landkreis Rosenheim. Sie ist in der Liste der Baudenkmäler in Schechen unter der Nr. D-1-87-142-6 eingetragen. Die Kirche gehört zum Dekanat Rosenheim im Erzbistum München und Freising.

## Beschreibung
Die spätgotische Saalkirche wurde um 1470 errichtet und im dritten Viertel des 17. Jahrhunderts barock umgestaltet. Sie besteht aus dem Langhaus zu zwei Jochen, dem eingezogenen, dreiseitig geschlossenen Chor im Osten und der Sakristei im Süden unter dem Schleppdach des Chors. Dem Satteldach des Langhauses wurde 1698 im Westen ein achteckiger, mit einer Zwiebelhaube bedeckter Dachreiter aufgesetzt. 
Der Innenraum des Langhauses ist mit einem Kreuzgratgewölbe überspannt, der des Chors mit einem Stichkappengewölbe. Der um 1660 gebaute Hochaltar wird von den Skulpturen des Johannes des Täufers und der Margareta von Antiochia flankiert. Im Altarauszug ist die Auferstehung Jesu Christi dargestellt, in der Predella sind es die Armen Seelen.